# Chim cánh cụt quai mũ
Chim cánh cụt quai mũ (danh pháp hai phần: Pygoscelis antarctica) là một loài chim trong họ Spheniscidae.. Chúng là loài chim cánh cụt sinh sống ở quần đảo Nam Georgia và Nam Sandwich, Nam Orkneys, Nam Shetland, Balleny, đảo Bouvet và Nam Cực.

## Mô tả

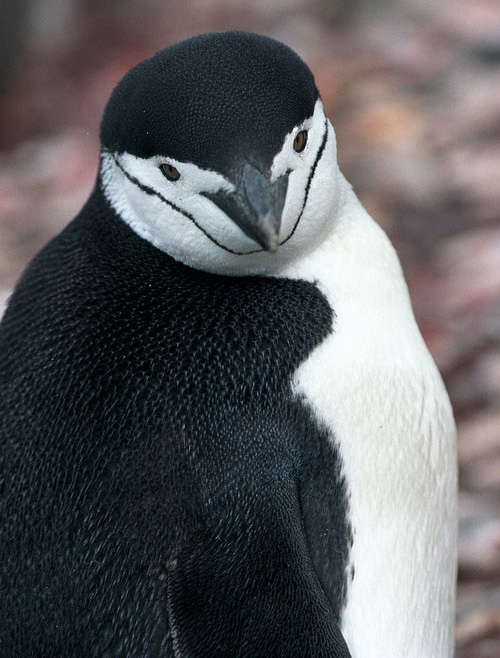
Chim cánh cụt quai mũ

Chúng có kích thước cơ thể dài đến 68 cm và cân nặng đến 6 kg Tuy nhiên, trọng lượng của chúng có thể chỉ thấp ở mức 3 kg (6,6 lbs) phụ thuộc vào chu kỳ sinh sản. Chim trống to và nặng hơn chim mái.. Chúng ăn các loài động vật thân mềm và cá. Chúng bơi đến 80 km ra khơi mỗi ngày.